# Tagewähler
Als Tagewähler bezeichnet man Menschen, die durch Weissagungen, Orakelschauen o. ä., bestimmte Tage als günstig oder ungünstig für ein bestimmtes Vorhaben ausweisen.

## Biblischer Gebrauch
Mit Tagewähler übersetzt Luther in seiner Bibelübersetzung den hebräischen Begriff מעונן (Partizip um Verb ענן), was so viel bedeutet wie Wahrsagerei treiben, (vgl. z. B. Dtn 18,10.14 ). In der aktuellen Revision der Lutherbibel ist der Begriff schlicht mit Wahrsagerei wiedergegeben. Welche Form der Wahrsagerei hinter dem Begriff steht, ist unklar. Vermutet wird, dass sie aus den Formen der Wolken geschehen konnte (ein hebräisches Wort für Wolke lautet ebenfalls ענן) oder aus Luftgeräuschen. Möglich ist auch, das hebräische Wort für Auge (עין) als Ausgangspunkt zu wählen.